# Monocelis mediterranea
Monocelis mediterranea är en plattmaskart som beskrevs av Curini-Galletti och Mura 1998. Monocelis mediterranea ingår i släktet Monocelis och familjen Monocelididae. Inga underarter finns listade i Catalogue of Life.